# Assedio di Singara (360)
L'assedio di Singara del 360 fu un episodio delle campagne siriano-mesopotamiche di Sapore II. Nel 360 la città di Singara fu assediata, espugnata e distrutta dalle armate persiane di Sapore II, e definitivamente ceduta alla Persia dall'Imperatore Gioviano con il trattato del 363.

## Assedio
Nel 360 Sapore II, re di Persia, intenzionato a sottomettere la Mesopotamia sotto il giogo sasanide, con un'armata consistente attraversò il Tigri e assaltò la città di Singara, che era abbondantemente fortificata e difesa da una guarnigione adeguata e munita di tutte le necessità. I difensori della città, non appena avvistarono il nemico avvicinarsi, chiusero prontamente le porte e pieni di coraggio corsero sulle torri, per prepararsi alle difesa delle mura muniti di pietre e di macchine da guerra, pronti a respingere l'orda nemica, nel caso avesse osato anche solo avvicinarsi alle mura. Il re di Persia, dopo aver tentato invano la via diplomatica per spingere la guarnigione romana alla resa, diede l'ordine il giorno successivo ai suoi soldati di assaltare la città da ogni lato, con macchine di assedio di ogni sorta; molti dei soldati persiani tentarono di avvicinarsi alle mura per minarne le fondamenta. La guarnigione romana, comprese le intenzioni nemiche, tentò di ostacolare il proposito nemico lanciando pietre e ogni arma a gittata lunga contro chiunque tentasse di avvicinarsi alle mura per minarne le fondamenta. La battaglia proseguì per alcuni giorni con esito incerto, e con perdite consistenti da entrambe le parti; alla fine il nemico caricò con un ariete la stessa torre rotonda dove si era aperta una breccia nelle mura nel corso del precedente assedio persiano. La guarnigione romana tentò di respingere l'assalto con l'ariete con lanci di dardi infuocati, ma alla fine l'ariete riuscì ad aprire una breccia nella torre, non adeguatamente riparata. La torre conseguentemente collassò e l'esercito persiano poté penetrare nella città; i difensori, disperando per la loro salvezza, tentarono di abbandonare il luogo con la fuga, e i Persiani riuscirono ad occupare e a distruggere tutta la città senza trovare resistenza; dopo aver ucciso solo alcuni dei difensori, ne catturarono il resto che furono condotti vivi da Sapore che decise di deportarli nelle regioni più remote della Persia.
La città era difesa da due legioni, la Legio I Flavia e la Legio I Parthica, oltre a un numero considerevole di nativi e da alcuni cavalieri che avevano cercato rifugio nella città a causa dell'invasione persiana; tutti costoro furono deportati in Persia, senza che nessuno intervenisse per liberarli. La maggior parte dell'esercito romano stanziato nella regione era infatti intenta a difendere Nisibi, a grande distanza da Singara; inoltre, anche in tempi antichi, nessuno era mai stato in grado di intervenire in soccorso di Singara quando assediata, perché il territorio circostante era desertico; i Romani vi avevano stabilito una fortezza a Singara perché luogo di notevole importanza strategica per apprendere in anticipo improvvise incursioni nemiche, ma a grande costo, poiché il luogo fu espugnato diverse volte dai nemici con la perdita dei suoi difensori.